# Нгуен Ван Там
Нгуен Ван Там (вьет. Nguyễn Văn Tâm; 16 октября 1893, Тэйнинь — 27 ноября 1990, Париж) — южновьетнамский правый политик и государственный деятель, чиновник французской колониальной администрации, в 1945—1952 — начальник полиции и госбезопасности, министр обороны и внутренних дел в Автономной Республики Кохинхина и Государстве Вьетнам. Премьер-министр Государства Вьетнам в 1952—1954. Проводил жёстко антикоммунистическую и профранцузскую политику. Один из организаторов Антикоммунистической лиги народов Азии. После прихода к власти Нго Динь Зьема эмигрировал во Францию.

## Происхождение. Колониальный чиновник
Родился в семье учителей из деревни Тайбинь, Тэйнинь (по другой информации, был родом из Митхо; существуют также разночтения по году его рождения — 1895 либо 1893). В юности носил имя Чыонг Дуй. Окончил лицей в Сайгоне, работал учителем. Прослушал годичные административно-юридические курсы в Ханое.
Нгуен Ван Там владел французским языком как родным, с 1927 года имел гражданство Франции. Был убеждённым и активным франкофилом. Служил в колониальной администрации Французского Индокитая, в 1935—1941 занимал пост главы префектуры (район) Кайлай в провинции Тьензянг.

## Профранцузский антикоммунист
В период японской оккупации Вьетнама Нгуен Ван Там продолжал службу в сохранившейся французской администрации. В 1940—1941 он участвовал в подавлении коммунистического восстания в Кайлае. Жёстко преследовал не только коммунистических активистов, но и их родственников. За проявленную жестокость был прозван «Тигром Кайлая».
После Августовской революции 1945 Нгуен Ван Там был арестован коммунистическими властями Вьетминя и заключён в тюрьму. Двое его сыновей были убиты, сам он подвергался пыткам. Освобождён французскими войсками, вновь возглавил администрацию Кайлая.
Нгуен Ван Там состоял в профранцузском временном правительстве Автономной Республики Кохинхина. Являлся заместителем министра внутренних дел в кабинете Нгуен Ван Тиня, министром обороны в кабинете Ле Ван Хоша.
При учреждении Государства Вьетнам в 1949 Нгуен Ван Там вошёл в правительство Бао Дая. Курировал вопросы безопасности и антикоммунистической политики в кабинетах Бао Дая, Нгуен Фан Лонга, Чан Ван Хыу. Возглавлял Службу общей безопасности, затем МВД, был начальником полиции Сайгона. В 1950 году ликвидировал в Сайгоне коммунистическую подпольную сеть. С 1951 — губернатор Северного Вьетнама. Генерал де Латр де Тассиньи наградил Нгуен Ван Тама орденом Почётного легиона.
Нгуен Ван Там участвовал и в формировании внешнеполитического курса. На конференции в Сан-Франциско по мирному договору антигитлеровской коалиции с Японией правительство Чан Ван Хыу при активной роли Нгуен Ван Тама отстаивало принадлежность Вьетнаму Парасельских островов — тогда как Фам Ван Донг от лица вьетнамских коммунистов склонялся к территориальным уступкам КНР.

## Во главе правительства
25 июня 1952 года глава Государства Вьетнам Бао Дай назначил Нгуен Ван Тама премьер-министром. На этом посту Нгуен Ван Там проводил прежний курс жёсткого антикоммунизма, консерватизма и ориентации на Францию. Жёстко подавлял коммунистические движения.

С Коммунистической партией Индокитая невозможно договориться. Либо ты бьёшь их, либо они тебя.

Нгуен Ван Там

Нгуен Ван там пытался консолидировать все антикоммунистические силы, в том числе Национальную партию Вьетнама (Việt-Quốc Đảng) и Националистическую партию Великого Вьетнама (Đại Việt). Но даже в его правительстве имели место серьёзные противоречия между профранцузскими политиками, вьетнамскими националистами и сторонниками китайских чанкайшистов. Нгуен Ван Там относился к первой категории и многими воспринимался как французский ставленник. По этой причине последовательные националисты из Việt-Quốc Đảng и Đại Việt отвергали его руководство. Кроме того, американские дипломаты считали, что его жёсткость «косвенно работает на пропаганду Вьетминя».
11 января 1954 года Бао Дай сместил Нгуен Ван Тама с поста премьер-министра.

## Деятель АЛНА. Эмиграция во Францию
После отставки Нгуен Ван Там сосредоточился на деятельности в Антикоммунистической лиге народов Азии (АЛНА). 16 июня 1954 года он выступил на конференции АЛНА в южнокорейском Чинхэгу с докладом о вьетнамской антикоммунистической борьбе.
В июне 1954 года правительство Южного Вьетнама возглавил Нго Динь Зьем, с октября 1955 ставший президентом Республики Вьетнам. У Нгуен Ван Тама не сложились с ним отношения. В 1955 году Нгуен Ван Там эмигрировал во Францию, где прожил 35 лет, практически не участвуя в политике и не выступая публично. Скончался в 95-летнем (по другим данным, 97-летнем) возрасте

## Сын-генерал
Нгуен Ван Там был дважды женат (первый брак с дочерью французского политика, второй — с дочерью вьетнамского журналиста). Его сын Нгуен Ван Хинь с 1952 по 1954 командовал Вьетнамской национальной армией (войска Государства Вьетнам). С 1954 года жил во Франции, имел звание генерала французских ВВС.